# U 264
U 264 war ein deutsches U-Boot des Typs VII C der Kriegsmarine im Zweiten Weltkrieg. Auf zwölf Unternehmungen im Nordatlantik versenkte es drei Schiffe und wurde selbst am 19. Februar 1944 versenkt. Alle 51 Besatzungsmitglieder wurden Kriegsgefangene der Briten.

## Geschichte
U 264 wurde auf der Vegesacker Werft in Bremen gebaut, die Kiellegung erfolgte am 21. Juni 1941. U 264 war das erste mit Schnorchel ausgerüstete Front-U-Boot. Nicht ganz ein Jahr nach der Kiellegung, am 2. April 1942, erfolgte der Stapellauf. In Dienst gestellt wurde das Boot am 22. Mai 1942.
Kommandant war Oberleutnant zur See Hartwig Looks (1917–2005), der am 1. März 1943 zum Kapitänleutnant befördert wurde. Von seiner Indienststellung bis zum 31. Oktober 1942 gehörte U 264 zur 5. U-Flottille in Kiel und befand sich im Training. Vom 1. November 1942 bis zum Untergang war das Boot dann Flaggschiff der 6. U-Flottille in Saint-Nazaire.
Die erste Patrouille dauerte vom 3. November 1942 bis zum 4. Dezember 1942. Während dieser Zeit wurde das Schiff von Kiel nach Saint-Nazaire verlegt. Dabei traf es auf den Konvoi ON 144 und versenkte am 17. November 1942 den 6696 Bruttoregistertonnen großen griechischen Frachter Mount Taurus (Lage). Am 10. Januar 1943 brach das Boot zu seiner zweiten Patrouille auf, die mehr als sieben Wochen dauerte. U 264 geriet zweimal, am 8. und 9. Februar, unter Flugzeugbeschuss, wurde aber nicht beschädigt.
Auf der dritten Patrouille, die die Mannschaft nach Lorient brachte und vom 8. April bis zum 1. Juni 1943 dauerte, wurde das Boot wieder von zwei Flugzeugen angegriffen und abermals nicht beschädigt. Am 5. Mai traf das Boot auf den Konvoi ONS-5 und versenkte zwei Schiffe, den britischen 4586-Tonner Harperley (Lage) und das amerikanische Schiff West Maximus (5561 BRT) (Lage). Die vierte und fünfte Fahrt verliefen ruhig: Die vierte Fahrt führte das Schiff innerhalb eines Tages (4. August 1943) von Lorient nach Saint-Nazaire; auch die fünfte Fahrt dauerte nur einen Tag, vom 15. bis 16. September. Es gab keine besonderen Vorkommnisse. Vom 22. September bis zum 15. Oktober 1943 befand sich U 264 dann wieder über drei Wochen lang auf Patrouille.
Die letzte Feindfahrt begann am 5. Februar 1944. Im Verlauf der Patrouille wurde U 264 zusammen mit anderen U-Booten zur Gruppe „Hai“ zusammengezogen, um mehrere Konvois anzugreifen, die die Gruppe aber erkannten und südlich umgingen. In der Nacht vom 18. auf den 19. Februar wurde die Gruppe schließlich angegriffen; U 264 wurde durch die britischen Sloops Woodpecker und Starling von der Hunter-Killer-Group unter dem Kommando von Captain Frederic John Walker versenkt. Looks erinnert sich:

„Walker bearbeitete mich zehn Stunden lang, und das war das Ende. Man warf ungefähr 100 Wasserbomben, die unter dem Boot explodierten. Wir waren an Wasserbomben gewöhnt, die über uns explodierten, doch die volle Wucht der Bomben kam nun von unten. […] und aus dem Raum der Elektromotoren wurde ein Feuer gemeldet. Wenn man getaucht ist, und ein Feuer bricht aus, dann ist es das Ende. Ich beschloss aufzutauchen, und wir schossen wie ein Sektkorken nach oben, wo wir uns innerhalb des von Captain Walker gebildeten Kreises von U-Boot-Jägern befanden. Die Mannschaft sprang ins Wasser. […] Dann versank das Boot unter mir. […] Ich hing wie ein welkes Salatblatt am Fallreep. Dann sprang ein britischer Seemann über das Deck, kletterte nach unten, griff nach meinem Kragen und sagte, ‚Komm, Seemann‘ und zog mich an Deck. Ich wurde dann in die Offiziersmesse gebracht, wo sie mich mit allen möglichen Fragen bombardierten. Einer meinte, das sei ein sehr clever geführtes Gefecht gewesen. Das war nicht ganz der Eindruck, den ich hatte.“

Die 51 im Wasser schwimmenden U-Boot-Fahrer – darunter zwei Verwundete – wurden innerhalb einer halben Stunde von den britischen Zerstörern aufgenommen und kamen so in Kriegsgefangenschaft. Die Woodpecker wurde vier Stunden später von U 256 torpediert, ging jedoch erst vier Tage später unter. Die elf Gefangenen auf der Woodpecker wurden auf die HMS Magpie (U.82) überstellt. Nach sechs Tagen wurden die Gefangenen nach Liverpool gebracht. Die gesamte U-Boot-Besatzung überlebte. Anders als die meisten anderen U-Boote hatte die Besatzung von U 264 also im gesamten Weltkrieg keine Toten zu vermelden.

## Funkspruch
U 264 versandte einen mit der Enigma-Chiffriermaschine Modell M4 verschlüsselten Funkspruch, der 2006 auf Initiative von Stefan Krah mithilfe von rund 2500 Computern entziffert werden konnte. Der Klartext lautet:

„Bei Angriff unter Wasser gedrueckt, Wasserbomben. Letzter Gegnerstandort 08:30 Uhr, Marqu AJ 9863, 220 Grad, 8 Seemeilen, stosse nach. 14 Millibar faellt, NNO 4, Sicht 10.“